# Crkva sv. Nikole u Donjoj Zelini
Crkva sv. Antuna u Blaškovcu rimokatolička je crkva u naselju Donja Zelina koje je u sastavu općine Sveti Ivan Zelina i zaštićeno kulturno dobro.

## Opis dobra
Župna crkva sv. Nikole u Donjoj Zelini nalazi se južno od ceste Zagreb – Sveti Ivan Zelina. Sagrađena je sredinom 17. stoljeća u baroknim stilskim oblicima na mjestu starijeg objekta. To je longitudinalna jednobrodna građevina s polukružnim svetištem i četverokutnim zvonikom uz glavno pročelje. Lađa ima ravan strop, svetište je svođeno bačvastim svodom sa susvodnicama, a kapele imaju križni svod. Oslici i crkveni inventar (kapele i oltari) izveden je tijekom 19. stoljeća. Sjeverno od crkve nalazi se noviji župni dvor te ambijentalno vrijedna učiteljska kuća iz druge polovice 19. stoljeća koja je obnovljena u skladu s izvornim izgledom. Građevine čine vrijednu kulturno – povijesnu cjelinu donjozelinskog kraja.

## Zaštita
Pod oznakom Z-3536 zavedena je kao nepokretno kulturno dobro – pojedinačno, pravna statusa zaštićena kulturnog dobra, klasificirano kao "sakralna graditeljska baština".